# Brenierea insignis
Brenierea insignis là một loài thực vật có hoa trong họ Đậu. Loài này được Humbert miêu tả khoa học đầu tiên.